# Championnats d'Europe de tir à l'arc 2008
Navigation
Édition précédente Édition suivante
Les championnats d'Europe de tir à l'arc 2008 sont une compétition sportive de tir à l'arc qui a été organisée en 2008 à Vittel, en France. Il s'agit de la 20e édition des championnats d'Europe de tir à l'arc.

## Résultats[1]

### Classique
| Épreuves          | Or                                                                | Argent                                                       | Bronze                                                       |
| ----------------- | ----------------------------------------------------------------- | ------------------------------------------------------------ | ------------------------------------------------------------ |
| Individuel hommes | Balzhinima Tsyrempilov Russie                                     | Markiyan Ivashko Ukraine                                     | Rafal Dobrowolski Pologne                                    |
| Individuel femmes | Berengere Schuh France                                            | Naomi Folkard Royaume-Uni                                    | Pia Carmen Lionetti Italie                                   |
| Par équipe hommes | Italie Mauro Nespoli Marco Galiazzo Ilario Di Buò                 | France Thomas Aubert Romain Girouille Jean-Charles Valladont | Pays-Bas Pieter Custers Wietse van Alten Ron van der Hoff    |
| Par équipe femmes | Pologne Justyna Mospinek Iwona Marcinkiewicz Malgorzata Cwienczek | Allemagne Karina Winter Lisa Unruh Anja Hitzler              | Russie Natalya Erdynieva Ksenia Perova Ekaterina Kharkhanova |

### À poulie
| Épreuves          | Or                                                       | Argent                                                          | Bronze                                                 |
| ----------------- | -------------------------------------------------------- | --------------------------------------------------------------- | ------------------------------------------------------ |
| Individuel hommes | Morgan Lundin Suède                                      | Dejan Sitar Slovénie                                            | Martin Damsbo Danemark                                 |
| Individuel femmes | Aurore Trayan France                                     | Camilla Soemod Danemark                                         | Amandine Bouillot France                               |
| Par équipe hommes | Pays-Bas Peter Elzinga Emiel Custers Rob Polman          | France Dominique Genet Pierre Julien Deloche Sébastien Brasseur | Suède Anders Malm Morgan Lundin Magnus Carlsson        |
| Par équipe femmes | Russie Albina Longinova Sofia Goncharova Anna Kazantseva | Pays-Bas Irina Markovinc Inge Enthoven Wilma Heijnen            | Allemagne Sabrina Jagemann Andrea Weihe Melanie Mikala |